# 三村宗親
三村 宗親（みむら むねちか、生没年不詳）は、戦国時代中後期の備中国人。備中三村氏の一族で三村家親の父。備中成羽鶴首城主。新左京亮。正室は三好氏。
星田（現在の岡山県井原市美星町）から成羽（現在の同県高梁市成羽町）一帯を保持する国人領主であったとされるが、いわゆる嫡宗であったかどうかは不明。
永正5年（1508年）に大内義興が足利義尹を奉じて上洛した際に、従った武将として守護代である石川氏・荘氏とともに三村宗親の名が見られる（陰徳太平記）。この頃までには守護代衆と比肩できうる力を国人衆としてつけていたらしい。
永正14年（1517年）には、多治部氏や伊達氏とともに新見庄へ攻め入っている。
法名を源樹大居士と伝える。跡を家親が継いだ。